# Aeroporto militar de Uppsala-Ärna
O aeroporto de Uppsala-Ärna (em sueco:  Uppsala-Ärna flygplats; IATA: -, ICAO: ESCM) é um aeroporto das Forças Armadas da Suécia, localizado no bairro de Ärna, na parte norte da cidade de Uppsala, a uma distância de 70 km a norte da capital Estocolmo.

A gestão do aeroporto é feita pelo Esquadrão da Uppland (F 16), estando este aeródromo enquadrado na participação da Suécia na NATO. 

## Galeria

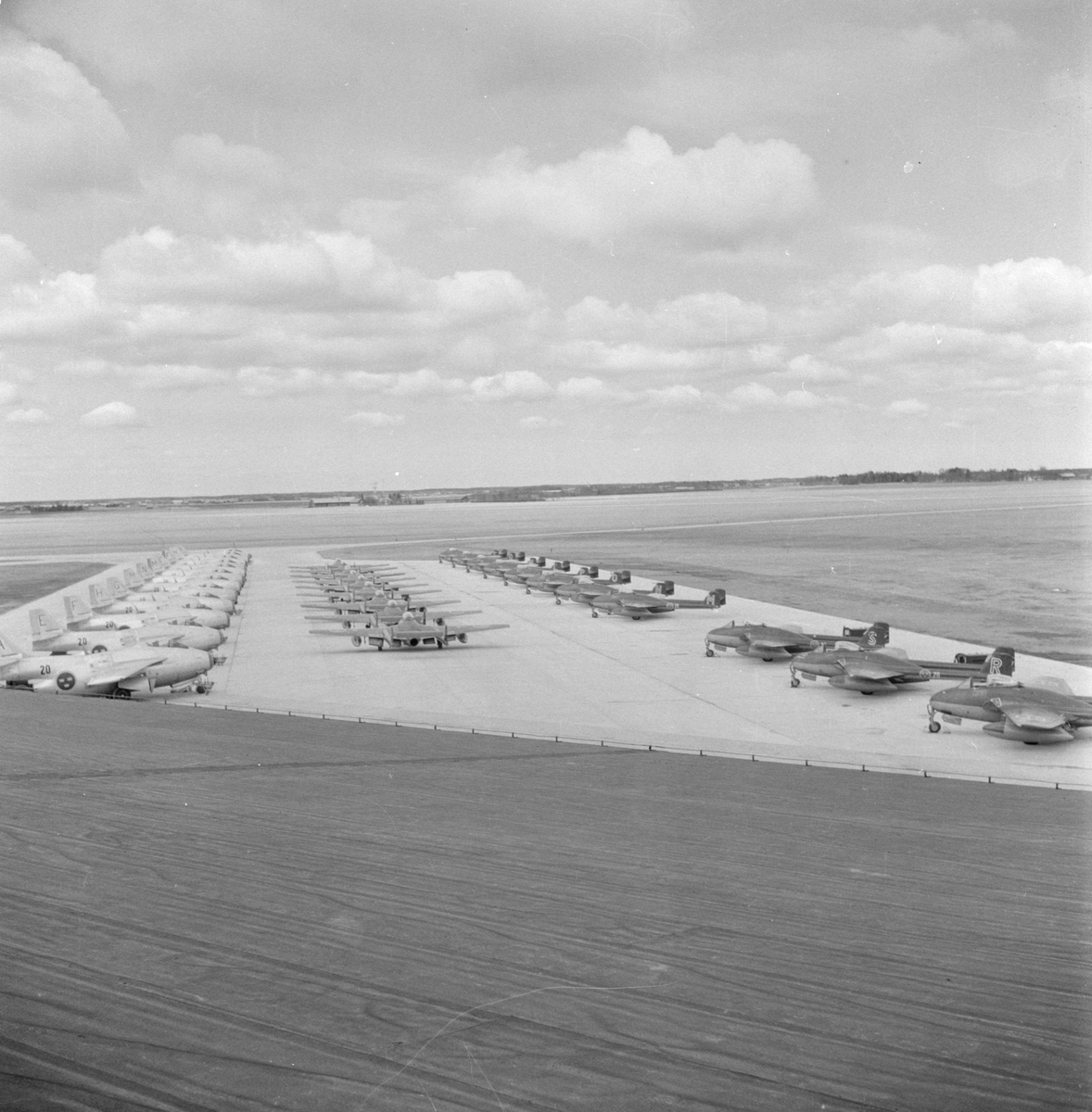
Esquadrão da Uppland (1955)